# Ljønibbtunnel
Der Ljønibb- og Hamregjøltunnel ist ein einröhriger, zusammengesetzter Straßentunnel zwischen Synnylvsfjorden und Strandadalen in der Kommune Stranda in der norwegischen Provinz Møre og Romsdal. Der Tunnel im Verlauf des Fylkesvei 60 ist 3090 m lang.
Da die Straße besonders im Winter anfällig für Erdrutsche war, wurden die beiden Tunnel durch den neuen Ljøtunnel mit einer Länge von 3.650 m ersetzt. Dieser wurde teilweise neben- und unterhalb der alten Tunnel gebaut, damit während der Bauzeit der Verkehr nicht beeinträchtigt wurde. Der Bau des Tunnels hat 1,1 Milliarden NOK, umgerechnet 97,3 Millionen Euro, gekostet. Am 17. Dezember 2016 wurde der Ljøtunnel eröffnet.